# 大沢基業
大沢 基業（おおさわ もとなり）は、江戸時代の高家旗本。通称は右近、宮内。

## 略歴
大沢基清の長男として誕生した。
元文5年（1740年）9月4日、父・基清の死去により、家督を相続する。同年12月11日、8代将軍・徳川吉宗に御目見する。
宝暦7年（1757年）10月21日、死去。享年34。

## 系譜
子女は2男。
- 父：大沢基清
- 母：渋江胤直娘
- 正室：戸田氏賢養女
- 生母不明の子女
  - 長男：大沢基季